# Росси, Доменико
Доменико Росси (итал. Domenico Rossi; 28 декабря 1657, Моркоте, Тичино — 22 марта 1737, Венеция) — итало-швейцарский (тессинский) архитектор, работал в основном в Венеции.

## Биография
Доменико Росси был родом из италоязычного швейцарского кантона Тичино, родины умелых каменщиков и строителей, многих знаменитых архитекторов. Доменико, сына Франческо и Катерины Сарди, в возрасте восьми лет привезли в Венецию. Его дядя по материнской линии, Франческо, был священником, а другой дядя, Джузеппе, — архитектором. Посвящённый в ремесло резчика по камню, Доменико приобрёл практический опыт на строительных площадках, работая помощником Алессандро Треминьона (с 1669 г.) и Бальдассарре Лонгены (с 1674 г.).
Он получил базовое образование благодаря мастеру, нанятому семьёй Приули, а также научился основам рисования, вероятно, у своего дяди Джузеппе. Архитектор и историограф Томмазо Теманца в краткой биографической характеристике (1738) описал Доменико Росси как «человека без грамоты, но очень практичного в устройстве зданий», прагматичного, внимательного к прибыли и успешно налаживающего отношения с заказчиками и подрядчиками.
В 1684 году Росси женился на Анджиоле Кавальери, от которой у него было шестеро детей: Изеппо (1684), Франческо (1687), Катерина (1691—1719), Джованни (1691), Паоло (1699—1769) и Бенедетта (1704—1767). Из них Франческо стал каменщиком, Паоло последовал за своим отцом в карьере архитектора, затем передав профессию своему сыну Филиппо (1727—1793), Бенедетта вышла замуж за мастера-строителя Санте Троньона, а Катерина вышла замуж за Джованни Скальфаротто (1672—1764), дядю Томмазо Теманца, коллегу и сотрудника отца, и от их брака родился Томмазо (1719—1790), также архитектор.
В 1701 году он провел полную реконструкцию Палаццо Дольфин-Манин, а позднее, в 1709 году, ему поручили создать фасад одной из главных церквей Венеции, церкви Сан-Стае, который характеризуется как соединение палладианского неоклассицизма и стиля барокко.
Эта работа получила столь высокую оценку, что в 1713 году архитектора призвали построить Церковь Джезуити, церковь ордена иезуитов в Венеции, в стиле барокко. Росси также проводил перестройки в церкви Санта-Мария-Формоза (алтари Неизлечимых и Святой Варвары, 1718—1919). Он также был проектировщиком здания Ка-Корнер-делла-Реджина, построенного в 1724—1727 годах на Гранд-канале в неоклассическом стиле, бывшего резиденцией Исторического архива современного искусства Венецианской биеннале, а также Церкви госпиталя неизлечимых (Chiesa dell’Ospedale degli Incurabili), снесённой в 1831 году.
Росси совершил поездку в Рим, а также в Австрию, в Вену, однако его работа там недостаточно документирована. Он строил церковь Святой Марии в Любляне (1714—1716). Его позднейшая деятельность в основном была сосредоточена между Венецией и Фриули. Он создал фасад собора во Фриули (1703—1709), церковь Сан Пьетро в Осоппо (1705) и провёл реконструкцию церкви Санта Мария Маддалена в Удине (1708—1715). Для семьи Манин в Венеции он модернизировал дворец Риальто (1701), а также осуществил многие другие работы в Венеции и области Венето.
Он умер 22 марта 1737 года и был похоронен в Венеции в приходской церкви Санта-Мария-Формоза.

## Галерея

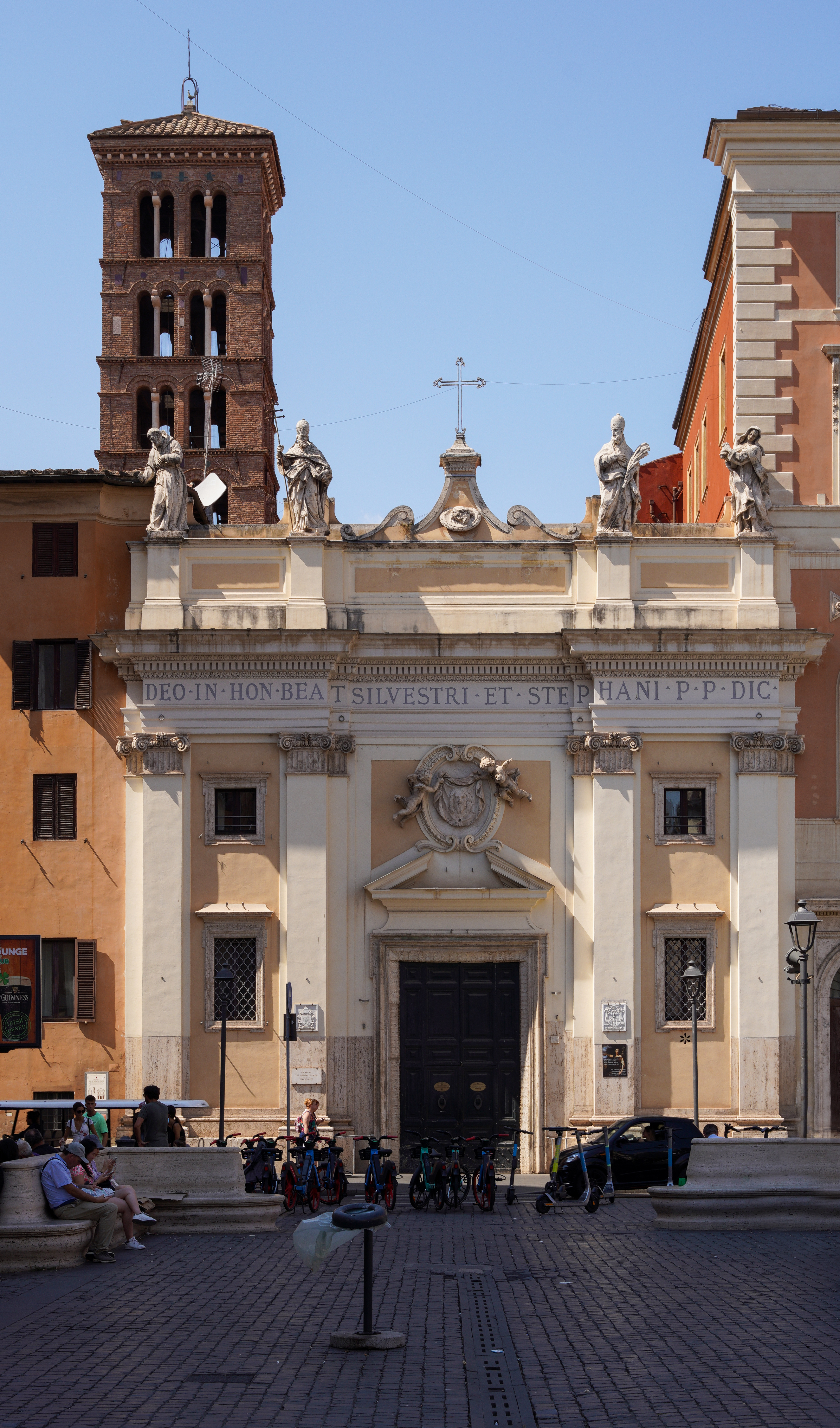
Церковь Сан-Сильвестро-ин-Капите в Риме. Главный фасад. 1703
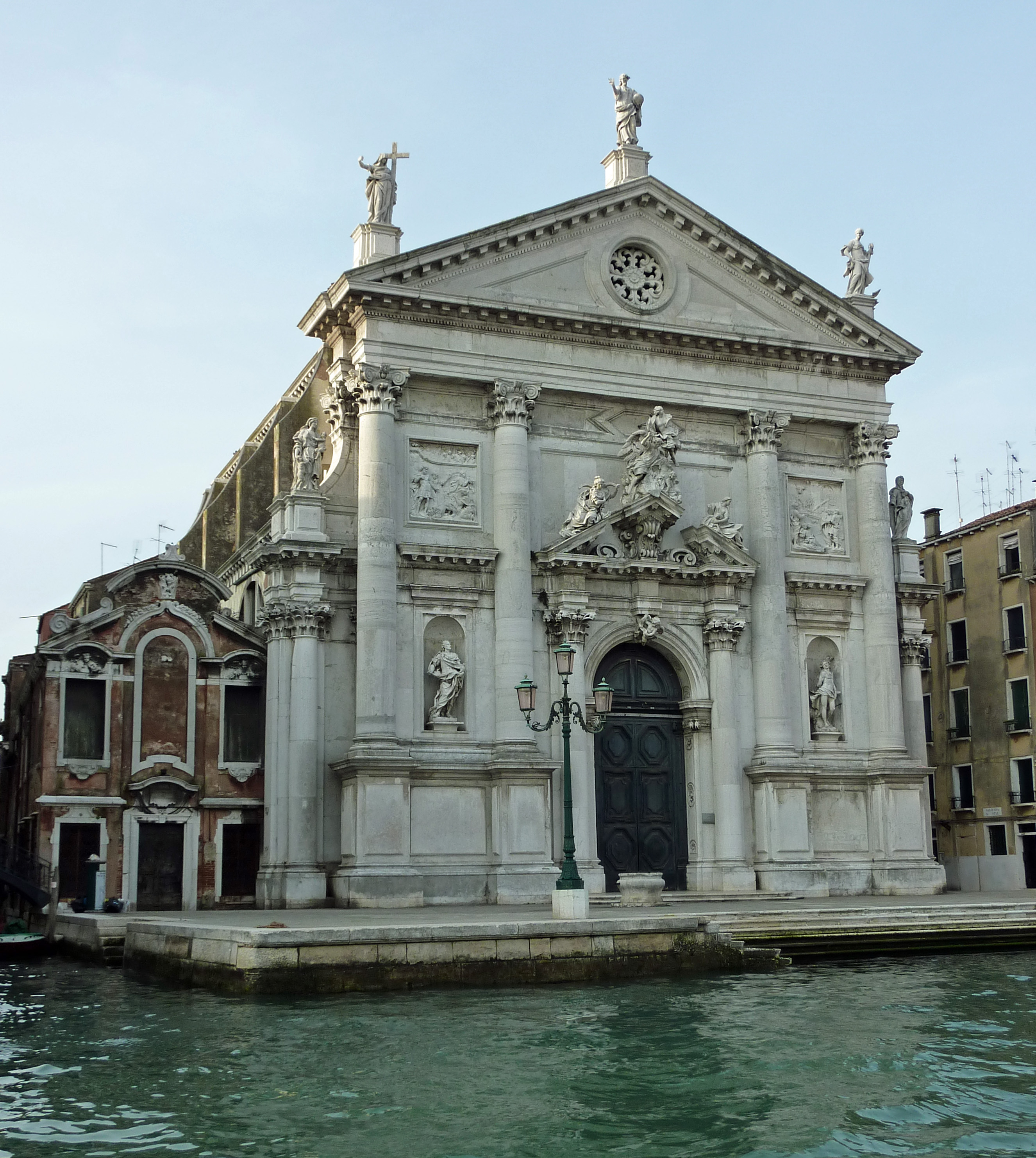
Церковь Сан-Ста (Святого Евстахия). Фасад. Венеция. 1709
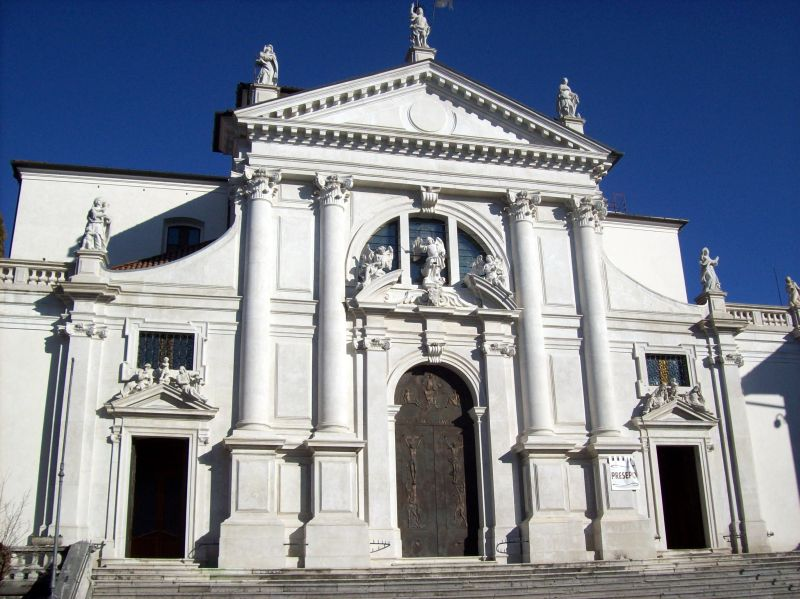
Собор Сан-Даниэле во Фриули. 1703—1709
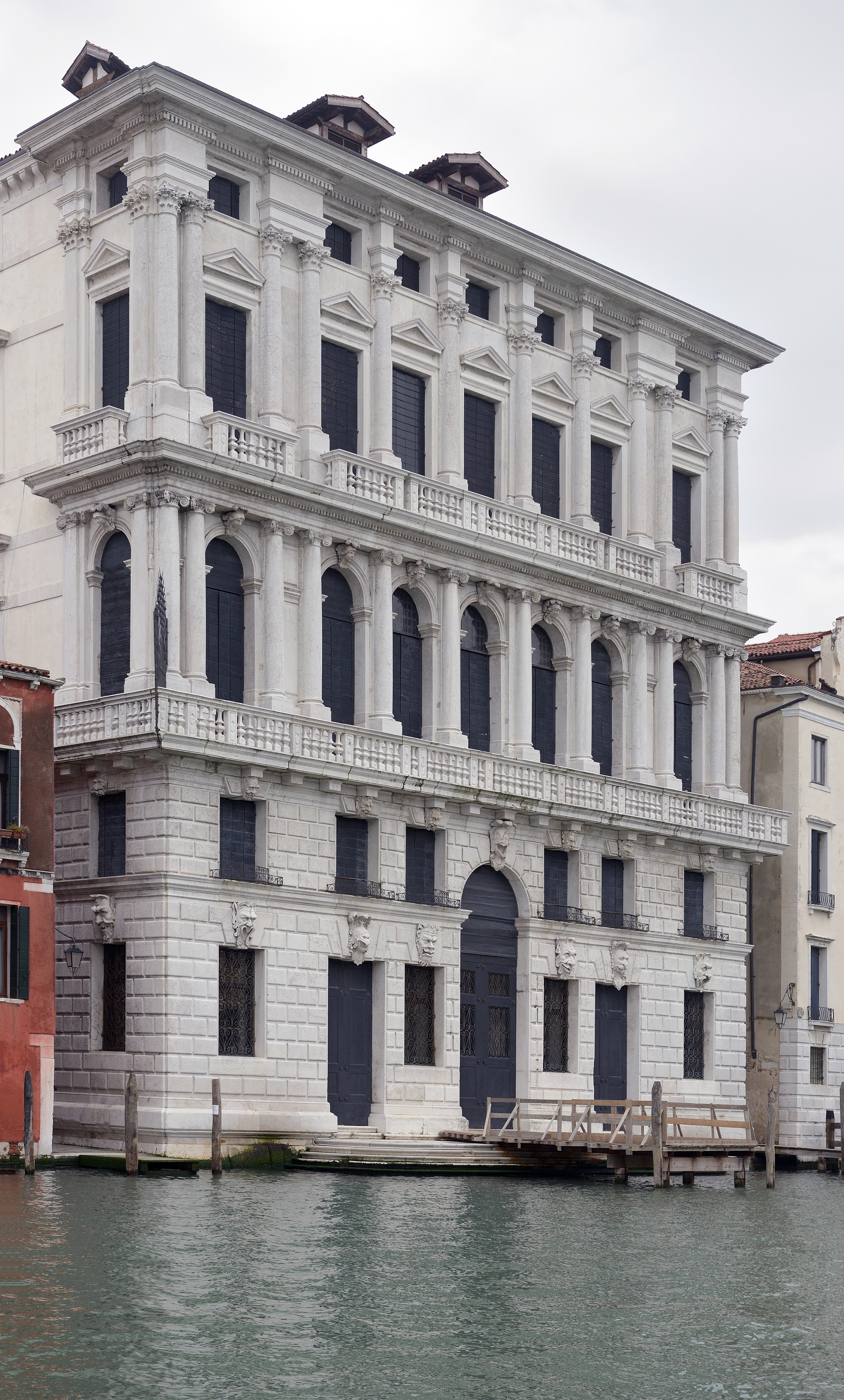
Ка-Корнер-делла-Реджина. Венеция. 1724—1727
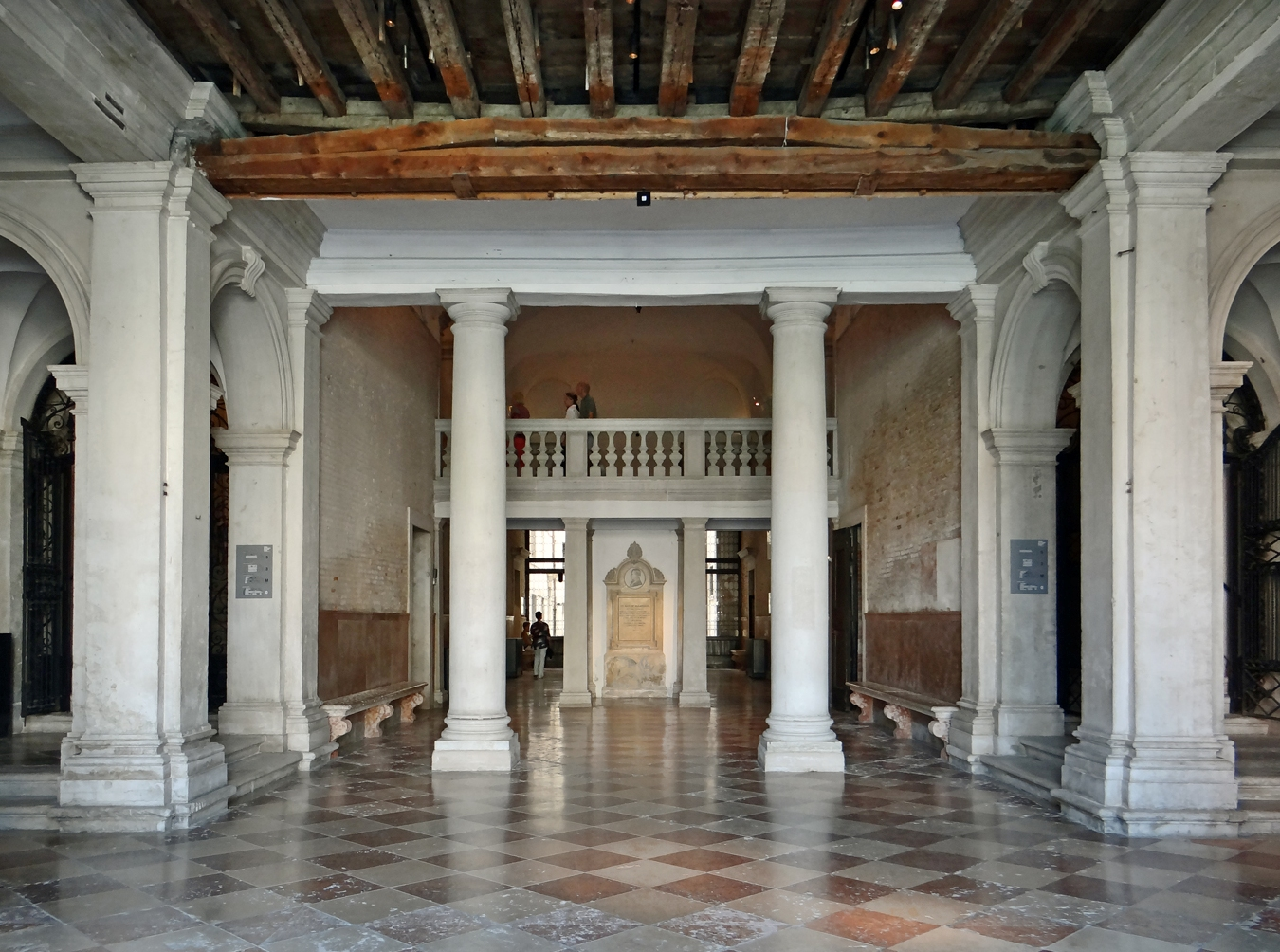
Ка-Корнер-делла-Реджина. Вестибюль